# Захарчук, Николай Максимович
Николай Максимович Захарчук (1923—2005) — майор Советской Армии, участник Великой Отечественной войны, Герой Советского Союза (1944).

## Биография
Родился 1 января 1923 года в селе Влашановка (ныне — Изяславский район Хмельницкой области Украины). После окончания семи классов школы работал в машинно-тракторной станции. В январе 1942 года был призван на службу в Рабоче-крестьянскую Красную Армию. С февраля того же года — на фронтах Великой Отечественной войны. В августе 1942 года окончил курсы младших лейтенантов. Принимал участие в боях на Брянском и Воронежском фронтах, три раза был ранен и контужен. К сентябрю 1943 года старший лейтенант Николай Захарчук командовал взводом 615-го стрелкового полка 167-й стрелковой дивизии 38-й армии Воронежского фронта. Отличился во время битвы за Днепр.
В ночь с 26 на 27 сентября 1943 года взвод Николая Захарчука переправился через Днепр на речной остров в районе села Вышгород Киевской области Украинской ССР и разгромил на нём войска противника. В ночь с 28 на 29 сентября 1943 года взвод переправился на западный берег Днепра и принял активное участие в освобождении Вышгорода, отбив у противника кирпичный завод на северной окраине села и отразив семь немецких контратак. В тех боях получил тяжёлое ранение и попал в плен. Командование и товарищи сочли его погибшим.
Указом Президиума Верховного Совета СССР «О присвоении звания Героя Советского Союза генералам, офицерскому, сержантскому и рядовому составу Красной Армии» от 10 января 1944 года за «образцовое выполнение боевых заданий командования на фронте борьбы с немецко-фашистскими захватчиками и проявленные при этом отвагу и геройство» был удостоен посмертно высокого звания Героя Советского Союза.
Содержался в концентрационном лагере, работал в шахте. Из-за нечеловеческих условий содержания согласился на сотрудничество с лагерной администрацией, вступив в Абверкоманду-103. Во время службы он был перевербован советским разведчиком. В апреле 1945 года был освобождён советскими войсками. 7 января 1946 года военный трибунал Смоленской запасной стрелковой дивизии приговорил его к 10 годам исправительно-трудовых лагерей, однако сумел добиться освобождения, найдя того советского разведчика, с которым состоял на связи. Ему были вручены орден Ленина и медаль «Золотая Звезда» за номером 5826.
С 1967 года проживал в Шостке, затем в Херсоне, а последние годы жизни провёл в Киеве. Умер 14 июля 2005 года.
Был также награждён орденом Отечественной войны 1-й степени и рядом медалей, именными часами от Президента Российской Федерации Владимира Путина.